# Javorník (district de Svitavy)
Pour les articles homonymes, voir Javornik.
Javorník (en allemand : Mohren) est une commune du district de Svitavy, dans la région de Pardubice, en République tchèque. Sa population s'élevait à 424 habitants en 2024.

## Géographie
Javorník se trouve à 5 km au nord-ouest de Svitavy, à 55 km au sud-est de Pardubice et à 147 km à l'est-sud-est de Prague.
La commune est limitée par Kukle au nord, par Svitavy à l'est et au sud, par Karle à l'ouest et par Čistá au nord-ouest.

## Histoire
La première mention écrite du village date de 1317.

## Galerie

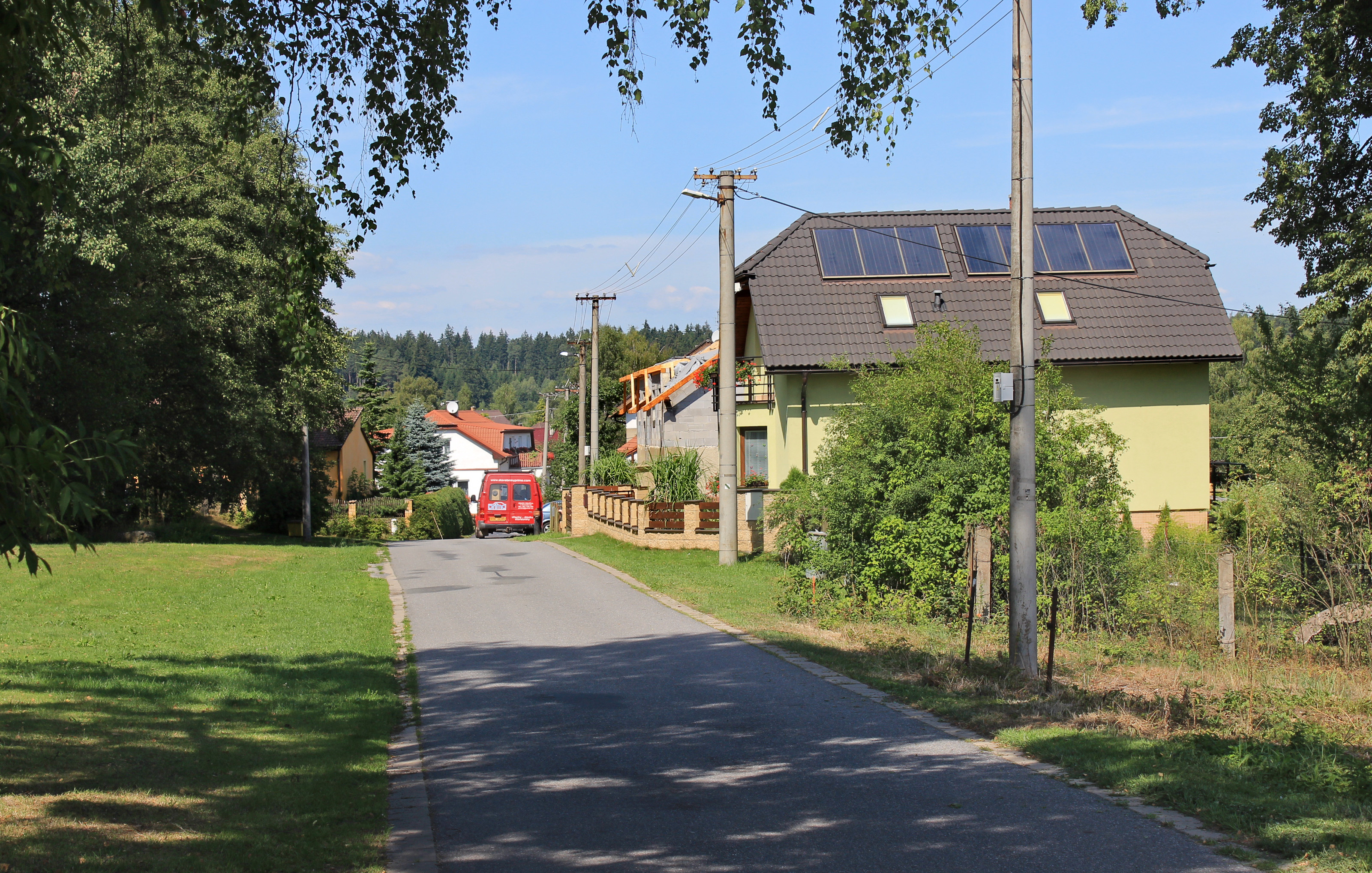
Une rue secondaire.
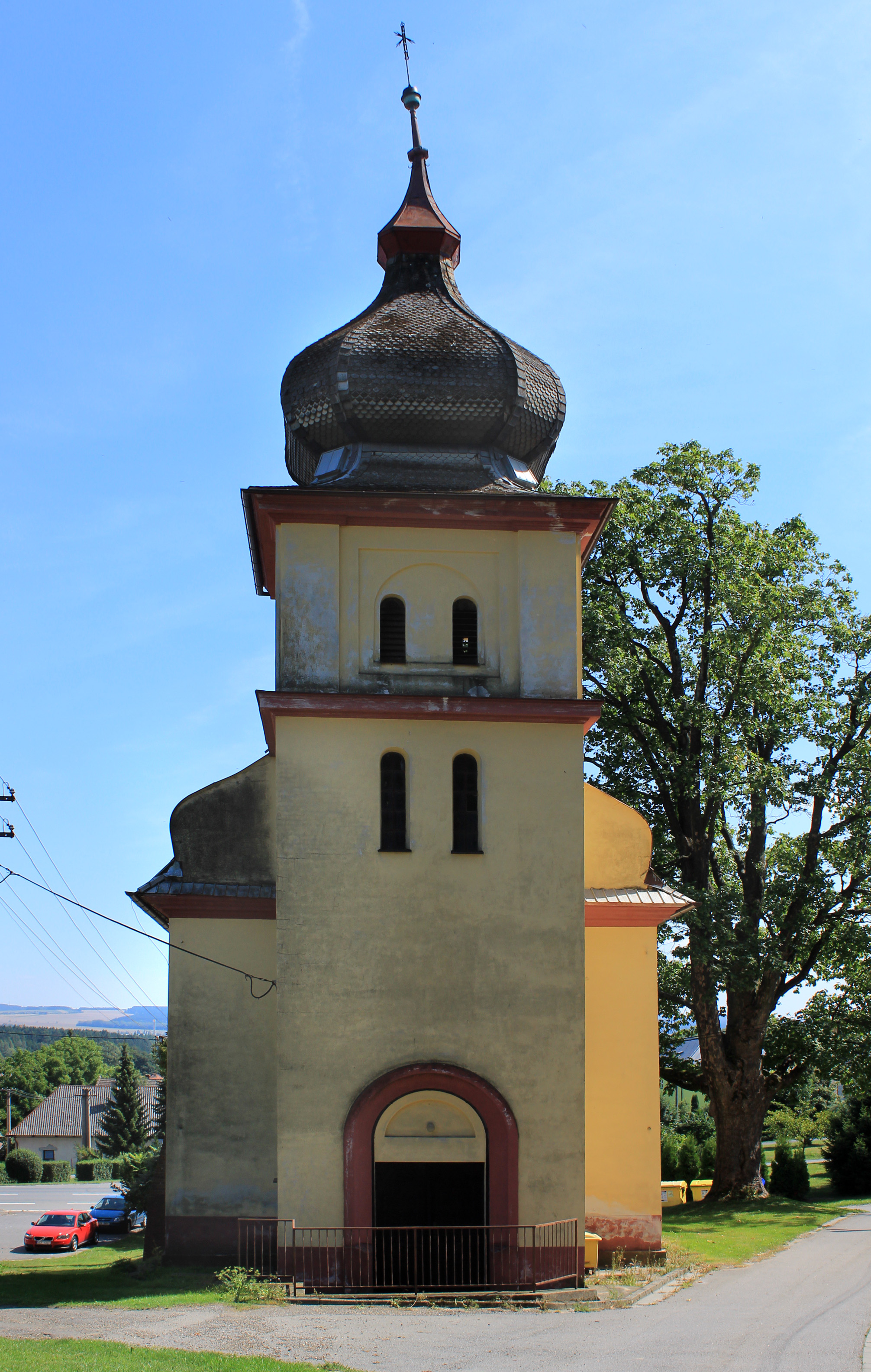
Église à Javorník.

## Transports
Par la route, Javorník se trouve à 5 km de Svitavy, à 63 km de Pardubice et à 176 km de Prague. 